# Eficiência quântica detectiva
A eficiência quântica detectiva (frequentemente abreviada como DQE) é uma medida dos efeitos combinados do sinal (relacionado ao contraste da imagem) e do desempenho do ruído de um sistema de imagem, geralmente expresso como uma função da frequência espacial. Este valor é usado principalmente para descrever detectores de imagem em imagens ópticas e radiografia médica.
Na radiografia médica, o DQE descreve a eficácia com que um sistema de imagem de raios-X pode produzir uma imagem com uma alta relação sinal-ruído (SNR) em relação a um detector ideal. Às vezes, é visto como uma medida substituta da eficiência da dose de radiação de um detector, uma vez que a exposição à radiação necessária para um paciente (e, portanto, o risco biológico dessa exposição à radiação) diminui à medida que o DQE é aumentado para a mesma imagem SNR e condições de exposição.

## Definição
O DQE é geralmente expresso em termos de frequências espaciais baseadas em Fourier como:
{\displaystyle \mathrm {DQE} (u)={\frac {\mathrm {NEQ} (u)}{q}}={\frac {qG^{2}\mathrm {T^{2}} (u)}{\mathrm {W} (u)}}}
onde u é a variável de frequência espacial em ciclos por milímetro, q é a densidade dos quanta de raios-X incidentes em quanta por milímetro quadrado, G é o ganho do sistema relacionado q ao sinal de saída para um detector linear e corrigido por deslocamento, T( u) é a função de transferência de modulação do sistema e W(u) é o espectro de potência de ruído de Wiener da imagem correspondente a q. Como este é um método de análise baseado em Fourier, é válido apenas para sistemas de imagem linear e invariante ao deslocamento (análogo à teoria do sistema linear e invariante no tempo, mas substituindo a invariância do tempo pela invariância do deslocamento espacial) envolvendo senso amplo estacionário ou amplo -sentir processos de ruído cicloestacionário. A DQE pode frequentemente ser modelado teoricamente para sistemas de imagem específicos usando a teoria de sistemas lineares em cascata.
O DQE é frequentemente expresso em formas alternativas que são equivalentes se houver cuidado para interpretar os termos corretamente. Por exemplo, o quadrado-SNR de uma distribuição de Poisson incidente de q quanta por milímetro quadrado é dado por
{\displaystyle \mathrm {SNR} _{entrada}^{2}(u)=q}
e a de uma imagem correspondente a esta entrada é dada por
{\displaystyle \mathrm {SNR} _{saida}^{2}(u)={\frac {q^{2}G^{2}\mathrm {T} ^{2}(u)}{\mathrm {W} (u)}}}
resultando na interpretação popularizada do DQE sendo igual à razão do SNR de saída ao quadrado para o SNR de entrada ao quadrado:
{\displaystyle \mathrm {DQE} (u)={\frac {\mathrm {SNR} _{saida}^{2}(u)}{\mathrm {SNR} _{entrada}^{2}(u)}}.}
Essa relação só é verdadeira quando a entrada é uma distribuição de Poisson uniforme de quanta de imagem e sinal e ruído são definidos corretamente.